# Tour de França de 1970
L'edició del Tour de França de 1970 es disputà entre el 27 de juny i el 19 de juliol de 1970, amb un recorregut de 4.369 km distribuïts en 23 etapes, 5 d'elles amb dos sectors, i un pròleg.
15 equips de 10 ciclistes cadascun prendran part en aquesta edició, sent el gran rival a batre el vigent campió, elbelga Eddy Merckx. Merckx també és el vigent campió de la París-Niça, París-Roubaix i Giro d'Itàlia. Entre els principals rivals Roger Pingeon i Raymond Poulidor semblen no estar en les millors condicions per fer ombra Merckx, mentre Ocaña (vigent vencedor de la Volta a Espanya), van Impe i Zoetemelk són massa joves per poder-li fer ombra.
Eddy Merckx confirmà les previsions i dominà la cursa de cap a cap. Amb tot, entre la segona etapa i la setena fou el seu company d'equip Italo Zilioli el que vestí el mallot groc de líder. Merckx no amagà la seva decepció per aquest fet, però en acabar la sisena etapa recuperà el lideratge, que ja no deixà fins a l'arribada a París. Merckx guanyà 8 etapes d'aquesta edició (rècord absolut fins al moment de victòries en una sola edició).
En aquesta edició es crea una nova classificació, la del millor jove.

## Resultats

### Classificació general
| Classificació General                  | Classificació General  | Classificació General | Classificació General |
| -------------------------------------- | ---------------------- | --------------------- | --------------------- |
| 1.                                     | Eddy Merckx            | Bèlgica               | 119h 31' 49"          |
| 2.                                     | Joop Zoetemelk         | Països Baixos         | a 12' 41"             |
| 3.                                     | Gösta Pettersson       | Suècia                | a 15' 54"             |
| 4.                                     | Martin van den Bossche | Bèlgica               | a 18' 53"             |
| 5.                                     | Marinus Wagtmans       | Països Baixos         | a 19' 54"             |
| 6.                                     | Lucien van Impe        | Bèlgica               | a 20' 34"             |
| 7.                                     | Raymond Poulidor       | França                | a 20' 35"             |
| 8.                                     | Antoon Houbrechts      | Bèlgica               | a 21' 34"             |
| 9.                                     | Francisco Galdós       | Espanya               | a 21' 45"             |
| 10.                                    | Georges Pintens        | Bèlgica               | a 23' 23"             |
| 150 participats, 100 acabaren la cursa |                        |                       |                       |

### Gran Premi de la Muntanya
| 1r | Eddy Merckx            | 128 pts |
| 2n | Andrés Gandarias       | 94 pts  |
| 3r | Martin van den Bossche | 85 pts  |

### Classificació de la Regularitat
| 1r | Walter Godefroot | 212 pts |
| 2n | Eddy Merckx      | 207 pts |
| 3r | Marino Basso     | 161 pts |

### Classificació per equips
| 1r | Salvarani |

### Classificació de la combinada
| 1r | Eddy Merckx |

### Etapes
| Etapa   | Data         | Recorregut                            | km         | Guanyador                | Líder         |
| Pròleg  | 27 de juny   | Llemotges                             | 7,4 (CRI)  | Eddy Merckx              | Eddy Merckx   |
| 1a      | 27 de juny   | Llemotges - La Rochelle               | 224,5      | Cyrille Guimard          | Eddy Merckx   |
| 2a      | 28 de juny   | La Rochelle - Angers                  | 200        | Italo Zilioli            | Italo Zilioli |
| 3a (a)  | 29 de juny   | Angers - Angers                       | 10,7 (CRE) | Faema-Faemino            | Italo Zilioli |
| 3a (b)  | 29 de juny   | Angers - Rennes                       | 140        | Marino Basso             | Italo Zilioli |
| 4a      | 30 de juny   | Rennes - Lisieux                      | 229        | Walter Godefroot         | Italo Zilioli |
| 5a (a)  | 1 de juliol  | Lisieux - Rouen                       | 94,5       | Walter Godefroot         | Italo Zilioli |
| 5a (b)  | 1 de juliol  | Rouen - Amiens                        | 113        | Jozef Spruyt             | Italo Zilioli |
| 6a      | 2 de juliol  | Amiens - Valenciennes                 | 135,5      | Roger de Vlaeminck       | Eddy Merckx   |
| 7a (a)  | 3 de juliol  | Valenciennes - Vorst                  | 119        | Eddy Merckx              | Eddy Merckx   |
| 7a (b)  | 3 de juliol  | Vorst - Vorst                         | 7,2 (CRI)  | José A. González Linares | Eddy Merckx   |
| 8a      | 4 de juliol  | Ciney - Felsberg                      | 232,5      | Alain Vasseur            | Eddy Merckx   |
| 9a      | 5 de juliol  | Saarlouis - Mülhausen                 | 269,5      | Mogens Frey              | Eddy Merckx   |
| 10a     | 6 de juliol  | Belfort - Divonne-les-Bains           | 241        | Eddy Merckx              | Eddy Merckx   |
| 11a (a) | 7 de juliol  | Divonne-les-Bains - Divonne-les-Bains | 8,8 (CRI)  | Eddy Merckx              | Eddy Merckx   |
| 11a (b) | 7 de juliol  | Divonne-les-Bains - Thonon-les-Bains  | 139,5      | Marino Basso             | Eddy Merckx   |
| 12a     | 8 de juliol  | Thonon-les-Bains - Grenoble           | 194        | Eddy Merckx              | Eddy Merckx   |
| 13a     | 9 de juliol  | Grenoble - Gap                        | 195,5      | Primo Mori               | Eddy Merckx   |
| 14a     | 10 de juliol | Gap - Ventor                          | 170        | Eddy Merckx              | Eddy Merckx   |
| 15a     | 11 de juliol | Carpentras - Montpeller               | 144,5      | Marinus Wagtmans         | Eddy Merckx   |
| 16a     | 12 de juliol | Montpeller - Tolosa                   | 259,5      | Albert van Vlierberghe   | Eddy Merckx   |
| 17a     | 13 de juliol | Tolosa - Saint-Gaudens                | 190        | Luis Ocaña               | Eddy Merckx   |
| 18a     | 14 de juliol | Saint-Gaudens - La Mongie             | 135,5      | Bernard Thévenet         | Eddy Merckx   |
| 19a     | 15 de juliol | Banhèras de Bigòrra - Mourenx         | 185,5      | Christian Raymond        | Eddy Merckx   |
| 20a (a) | 16 de juliol | Mourenx - Bordeus                     | 231        | Rolf Wolfshohl           | Eddy Merckx   |
| 20a (b) | 16 de juliol | Bordeus                               | 8,2 (CRI)  | Eddy Merckx              | Eddy Merckx   |
| 21a     | 17 de juliol | Ruffec - Tours                        | 191,5      | Marino Basso             | Eddy Merckx   |
| 22a     | 18 de juliol | Tours - Versalles                     | 238,5      | Jean-Pierre Danguillaume | Eddy Merckx   |
| 23a     | 19 de juliol | Versalles - París                     | 54 (CRI)   | Eddy Merckx              | Eddy Merckx   |